# انانگنادی
انانگنادی (به انگلیسی: Ananganadi) یک منطقهٔ مسکونی در هند است که در کرالا واقع شده‌است.

## خصوصیات
انانگنادی ۲۲٬۰۷۸ نفر جمعیت دارد.